# Vorbehalt (Völkerrecht)
Ein Vorbehalt ist im Völkerrecht gemäß der Wiener Vertragsrechtskonvention die einseitige Erklärung eines Staates beim Abschluss eines Vertrages, durch die der Staat bezweckt, die Rechtswirkungen einzelner Vertragsbestimmungen in der Anwendung auf diesen Staat auszuschließen oder zu ändern.
Vorbehalte sind zulässig, wenn der betreffende Vertrag sie nicht verbietet und sie mit Ziel und Zweck des Vertrags vereinbar sind.

## Zweck
Im Privatrecht sind Vorbehalte eher selten, weil die meisten privaten Verträge bilateral sind und Vorbehalte nur in multilateralen Vertragswerken überhaupt Sinn ergeben. International sind sie indes ein valables Instrument, ein möglichst universelle Geltung des Völkerrechts zu erreichen. Vorbehalte erlauben Staaten, sich in ein Vertragswerk zu integrieren und dabei Bestimmungen, die nicht fundamental für den Vertrag, jedoch für sie untragbar sind, auszuklammern. Vorbehalte bergen indessen die Gefahr, dass die Verträge ausgehöhlt werden.

## Vorbehalt und Parlamentsbeteiligung
Problematisch ist die Vereinbarung eines Vorbehalts im Hinblick auf die Parlamentsbeteiligung, was dazu führen kann, dass ein bereits unterzeichneter Vertrag niemals ratifiziert wird (siehe etwa das Assoziierungsabkommen EWG – Türkei, unterzeichnet  1963 in Ankara, aber niemals ratifiziert). Ein Vorbehalt wird in den Vertragstext aufgenommen, um die Rechtswirkungen der völkerrechtlichen Vertrages mit Bedingungseintritt zu relativieren, also zu verändern. Das im innerstaatlichen Zustimmungsverfahren ausgefertigte Zustimmungsgesetz bezieht sich jedoch auf den ursprünglichen Vertragstext, nicht auf den durch den Vorbehalt veränderten Vertrag. Eine Ansicht vertritt daher die Meinung, ein Vorbehalt verfälsche den Willen von Bundestag und Bundesrat, denn der Vertrag, auf den sich die Zustimmung beziehe, werde mit anderem Inhalt wirksam. Die Gegenansicht argumentiert, der Zustimmungsvorbehalt des Art. 59 Abs. 2 GG greife nur ein, wenn die Bundesrepublik Bindungen eingehe. Ein Vorbehalt stelle gerade keine derartige Bindung dar, da er den Umfang der vertraglichen Bindung lediglich begrenze. Ein Vorbehalt könne die außenpolitischen und gesetzgeberischen Befugnisse Deutschlands nicht eingrenzen.